# Venustiano Carranza (Durango)
Venustiano Carranza es una localidad del estado mexicano de Durango. Es parte del municipio de Canatlán.

## Toponimia
El nombre de la localidad rinde homenaje a Venustiano Carranza, promotor de la redacción de la Constitución de 1917.

## Demografía
| Gráfica de evolución demográfica |
|                                  |

| Censo | Población |
| ----- | --------- |
| 1900  | 739       |
| 1910  | 549       |
| 1921  | 569       |
| 1930  | 487       |
| 1940  | 591       |
| 1950  | 1 016     |
| 1960  | 1 242     |
| 1970  | 1 763     |
| 1980  | 1 607     |
| 1990  | 1 551     |
| 2000  | 1 196     |
| 2010  | 1 259     |
| 2020  | 1 249     |